# Eion Bailey

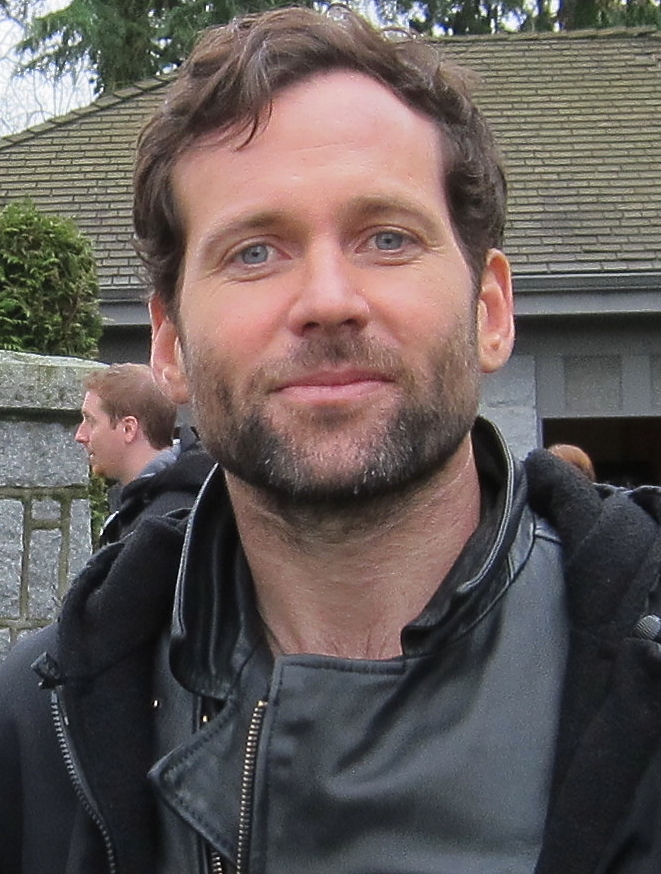
Eion Bailey (2012)

Eion Bailey, eg. Eion Francis Hamilton Bailey, född 8 juni 1976 i Santa Ynez Valley, Kalifornien, USA, är en amerikansk skådespelare. Eion hade en framträdande roll som Pvt. David Kenyon Webster i den prisbelönade serien Band of Brothers.

## Filmografi

### Filmer
- 2011 – Grace (TV-film)
- 2009 – The Canyon
- 2009 – (Untitled)
- 2009 – House Rules (TV-film)
- 2009 – Can Openers (TV-film)
- 2009 – Anatomy of Hope (TV-film)
- 2008 – A House Divided
- 2006 – Candles on Bay Street (TV-film)
- 2006 – Orpheus (TV-film)
- 2005 – Sexual Life
- 2005 – Life of the Party
- 2004 – Mindhunters
- 2003 – Med Pancho Villa som sig själv (TV-film)
- 2002 – The Scoundrel's Wife
- 2001 – Seven and a Match
- 2000 – Almost Famous
- 2000 – Center Stage
- 2000 – The Young Unknowns
- 1999 – Fight Club
- 1997 – A Better Place

### TV-serier
- 2013 - Law & Order: Special Victims Unit (1 avsnitt)
- 2012-2013 - Once Upon a Time (15 avsnitt)
- 2011 - Law & Order: Criminal Intent (1 avsnitt)
- 2011 - 30 Rock (1 avsnitt)
- 2010 - Dirty Litte Secret (10 avsnitt)
- 2010-2011 - Covert Affairs (7 avsnitt)
- 2009 - Kalla spår (1 avsnitt)
- 2009 - Numb3rs (1 avsnitt)
- 2006 - Nightmares & Dreamscapes: From the Stories of Stephen King (1 avsnitt)
- 2006 - CSI: NY (1 avsnitt)
- 2004-2005 - Cityakuten (10 avsnitt)
- 2003 - Brottskod: Försvunnen (1 avsnitt)
- 2001 - Band of Brothers (6 avsnitt)
- 1998 - Significant Others (6 avsnitt)
- 1998 - Dawson's Creek (2 avsnitt)
- 1997 - Buffy vampyrdödaren (1 avsnitt)